# Chigasaki
Chigasaki (jap. 茅ヶ崎市, -shi) ist eine Stadt im Zentrum der Präfektur Kanagawa.

## Geographie
Chigasaki liegt südlich von Tokio und Yokohama, westlich von Fujisawa und östlich von Hiratsuka an der Sagami-Bucht. Ein Strandabschnitt in Chigasaki wird Southern Beach, nach der Popgruppe Southern All Stars dessen Leadsänger Keisuke Kuwata aus Chigasaki stammt, genannt. Als beliebter Badeort ist Chigasaki als Geburtsort des japanischen Surfens bekannt. Ein Laden namens Goddess war der erste Surfbrettladen Japans. Das Symbol des Southern Beach ist der Eboshi-iwa, ein großer hutformiger von der Küste sichtbarer Fels.
Die Küstenlinie von Chigasaki nach Kamakura wird Shōnan genannt.
Der Sagami durchfließt die Stadt von Nordwesten nach Südwesten.

## Sehenswürdigkeiten
- Shonan-Strand

## Verkehr
- Straße:
  - Nationalstraße 1, nach Tōkyō bzw. Kyōto
- Zug: Am Bahnhof Chigasaki halten die JR Tōkaidō-Hauptlinie nach Tokio bzw. Atami und die Sagami-Linie nach Hashimoto.

## Wirtschaft
- TOTO

## Angrenzende Städte und Gemeinden
- Hiratsuka
- Fujisawa
- Samukawa

## Städtepartnerschaften
- Okazaki, Japan, seit 1983

## Söhne und Töchter der Stadt
- Fumiyuki Beppu (* 1983), Radprofi
- Takumi Beppu (* 1979), Radprofi
- Ailes Gilmour, frühe Pionierin der amerikanischen Modern-Dance-Bewegung
- Tsuruya Kōkei (* 1946), Holzschnittkünstler
- Keisuke Kuwata, Leadsänger der Southern All Stars
- Ryō Nemoto (* 2000), Fußballspieler
- Hinata Ogura (* 2001), Fußballspieler
- Kano Omata (* 1996), Synchronschwimmerin
- Kentaro Ozaki (* 1997), Fußballspieler
- Mina Satō (* 1998), Radsportlerin
- Noguchi Sōichi (* 1965), Astronaut
- Ai Sugiyama (* 1975), Tennisspielerin
- Masa Yamamoto (* 1965), Baseballspieler
- Reimi Yoshimura (* 2000), Hindernisläuferin

## Weblinks

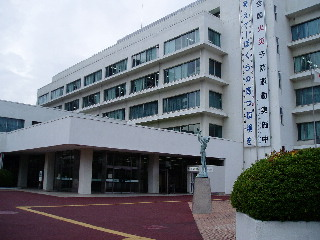
Rathaus von Chigasaki